# Ключевое (Симферопольский район)
Ключево́е  (до 1948 года Кара́-Чора́ укр. Ключове , крымскотат. Qara Çora, Къара Чора) — село в Симферопольском районе Республики Крым. Село входит в состав Николаевского сельского поселения (согласно административно-территориальному делению Украины — Николаевского поселкового совета Автономной Республики Крым).

## Население
| 2001 | 2014 |
| ---- | ---- |
| 264  | ↘255 |

Всеукраинская перепись 2001 года показала следующее распределение по носителям языка
| Язык             | Процент |
| ---------------- | ------- |
| русский          | 40,15   |
| крымскотатарский | 37,88   |
| украинский       | 18,18   |
| белорусский      | 2,27    |

### Динамика численности населения
| - 1864 год — 10 чел. - 1915 год — 0/85 чел. - 1926 год — 40 чел. - 1939 год — 380 чел. | - 1989 год — 133 чел. - 2001 год — 264 чел. - 2009 год — 261 чел. - 2014 год — 255 чел. |

## Современное состояние
В Ключевом 1 улица — Гагарина, площадь, занимаемая селом, 57,8 гектара, население, по данным сельсовета на 2009 год, 261 человек

## География
Село Ключевое расположено на западе района, на южной окраине степной зоны Крыма, к северу от низовьев реки Западный Булганак, в балке ручья Тереклав, высота центра села над уровнем моря — 71 м. Расстояние до Симферополя — около 36 километров, 9 км севернее шоссе Т-0106 Симферополь — Николаевка. Ближайшая железнодорожная станция Саки — примерно в 22 километрах. Соседние сёла: Александровка — 0,7 км выше по балке, Винницкое в 1,5 км южнее и Петровка — 2 километра на северо-восток. Транспортное сообщение осуществляется по региональной автодороге Н536 от шоссе Саки — Орловка (по украинской классификации С-0-11341).

## История
Впервые встречается на карте 1842 года, как колония Кара-Чора-кую, обозначенная условным знаком «малая деревня» (менее 5 дворов), в «Списке населённых мест Таврической губернии по сведениям 1864 года» по результатам VIII ревизии 1864 года — дача Кара-Чора, 2 двора, 10 жителей при колодцахъ, на трёхверстовой карте 1865 года — колония Карачора с 9 дворами. В «Памятной книге Таврической губернии 1889 года» поселение отсутствует, встречается, под названием Татар-Чокрак только в Статистическом Справочнике Таврической губернии 1915 года, как деревня Подгородне-Петровской волости Симферопольского уезда, в которой числилось 15 дворов со смешанным населением без приписных жителей, но с 85 — «посторонними», из которых 45 мужчин и 40 женщин. Жители землёй не владели, в хозяйствах имелось 3 лошади и 2 коровы.
После установления в Крыму Советской власти, по постановлению Крымревкома от 8 января 1921 года была упразднена волостная система и село включили в состав вновь созданного Подгородне-Петровского района Симферопольского уезда, а в 1922 году уезды получили название округов. 11 октября 1923 года, согласно постановлению ВЦИК, в административное деление Крымской АССР были внесены изменения, в результате которых был ликвидирован Подгородне-Петровский район и образован Симферопольский и село включили в его состав. Согласно Списку населённых пунктов Крымской АССР по Всесоюзной переписи 17 декабря 1926 года, в селе Кара-Чора, в составе (упразднённого к 1940 году Дорт-Кульского сельсовета Симферопольского района, числилось 8 дворов, все крестьянские, население составляло 40 человек, из них 34 русских и 6 немцев. Постановлением президиума КрымЦИК от 26 января 1935 года «Об образовании новой административной территориальной сети Крымской АССР» был создан Сакский район и Кара-Чора была передана в его состав. По данным всесоюзной переписи населения 1939 года в селе проживало 380 человек.
После освобождения Крыма, 12 августа 1944 года было принято постановление № ГОКО-6372с «О переселении колхозников в районы Крыма» и в сентябре 1944 года в район приехали первые новосёлы (214 семей) из Винницкой области, а в начале 1950-х годов последовала вторая волна переселенцев из различных областей Украины. С 25 июня 1946 года Кара-Чора в составе Крымской области РСФСР. Указом Президиума Верховного Совета РСФСР от 18 мая 1948 года Кара-Чора было переименовано в деревню Ключевая, статус села был присвоен позже. 26 апреля 1954 года Крымская область была передана из состава РСФСР в состав УССР. Время включения в состав Николаевского сельсовета пока не установлено: на 15 июня 1960 года село уже числилось в его составе.
Указом Президиума Верховного Совета УССР «Об укрупнении сельских районов Крымской области», от 30 декабря 1962 года Ключевое присоединили к Евпаторийскому району, а
1 января 1965 года, указом Президиума ВС УССР «О внесении изменений в административное районирование УССР — по Крымской области», включили в состав Симферопольского. По данным переписи 1989 года в селе проживало 133 человека. С 12 февраля 1991 года село в восстановленной Крымской АССР, 26 февраля 1992 года переименованной в Автономную Республику Крым. С 21 марта 2014 года в составе Крыма аннексировано Россией.